# Eduardo Schiaffino

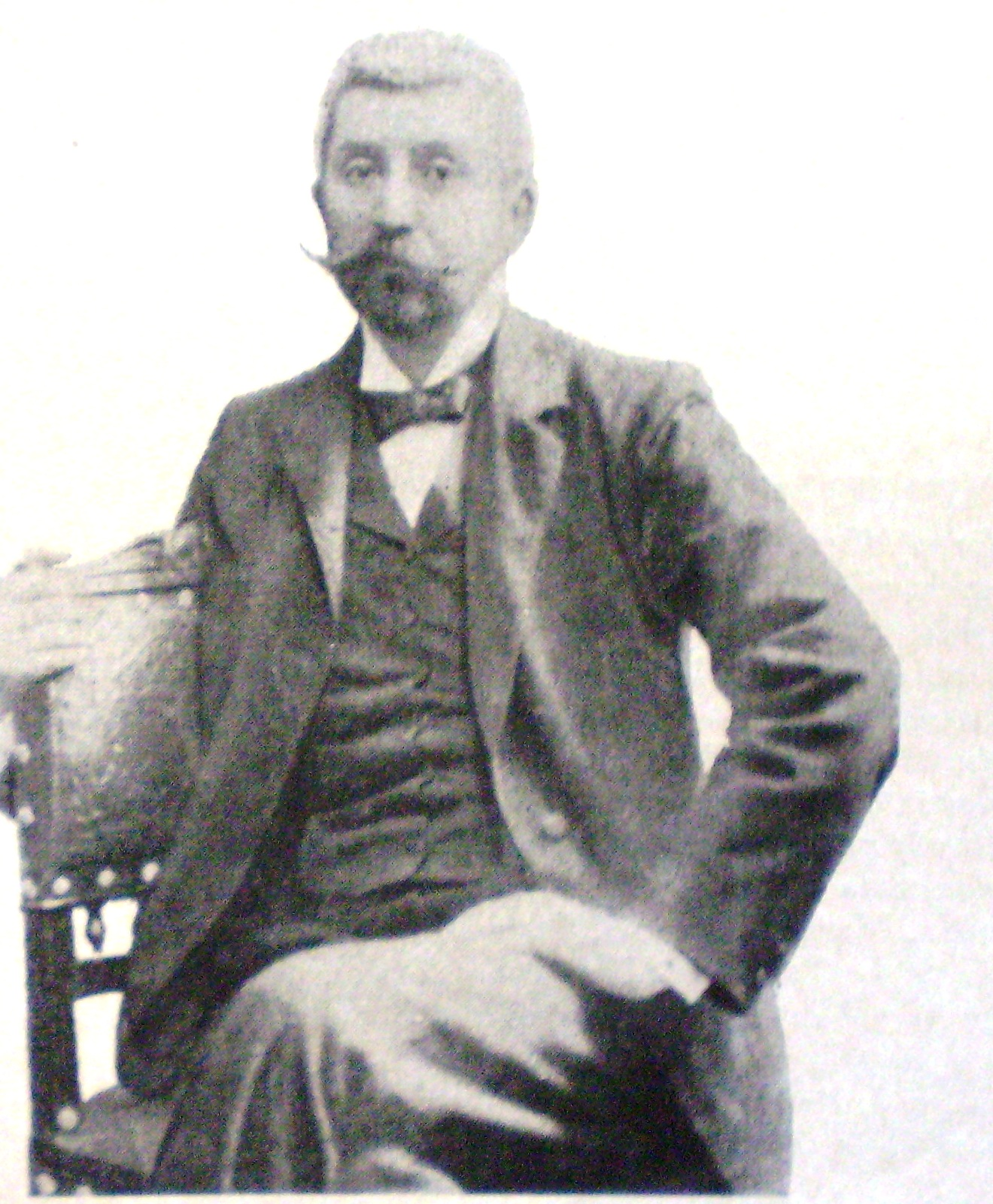
Eduardo Schiaffino

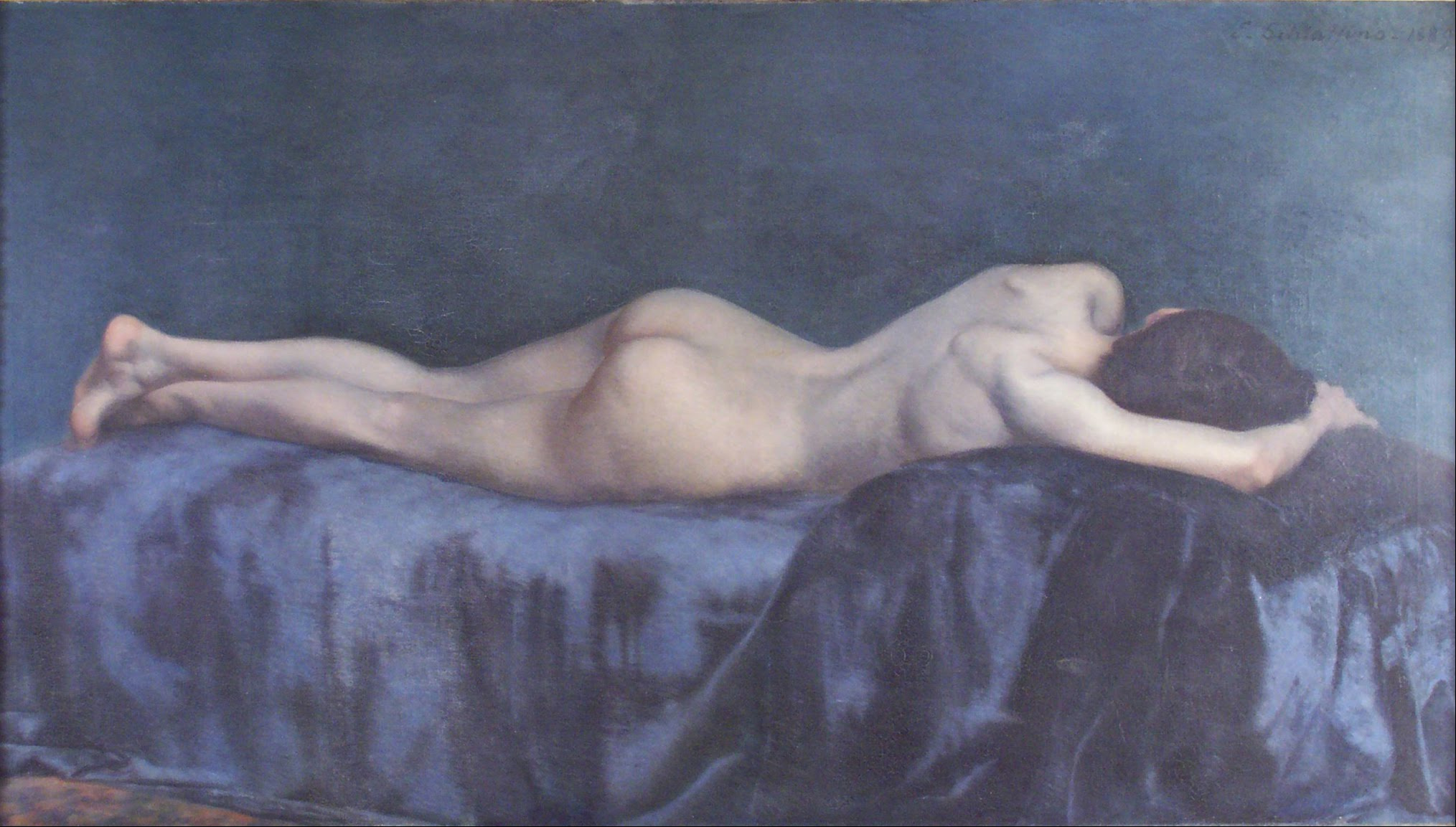
El Reposo

Eduardo Schiaffino (* 20. März 1858 in Buenos Aires; † 1. Mai 1935 ebenda) war ein argentinischer Maler. Schiaffino hat am 25. Dezember 1898 das Museo Nacional de Bellas Artes (Nationalmuseum der Schönen Künste) in Buenos Aires gegründet.
1884 war Schiaffino für die argentinische Zeitschrift El Diario in Europa unterwegs und veröffentlichte zahlreiche Artikel. Er nutzte dazu sein Pseudonym „Zig Zag“. 1933, zwei Jahre vor seinem Tod, brachte er sein Buch Painting and Sculpture in Argentina heraus.